# Доісторична Франція
Доісторична Франція

## Палеоліт

### Нижній палеоліт
Близько 1 млн років тому, під час Гюнцського зледеніння (див. Льодовиковий період) в гроті Валлонії (фр. la grotte du Vallonnet) близько сучасного міста Рокебрюн — Кап-Мартен (фр. Roquebrune-Cap-Martin) в департаменті Приморські Альпи (фр. Alpes-Maritimes) проживали невеликі групи прямохідних людей (Homo erectus), що дійшли сюди з Африки. Пізніше люди розселилися на великих територіях, освоївши долину річки Сомма (фр. Somme). Приблизно 400 000 років тому через цю ж місцевість пройшла нова хвиля переселення з Азії. В одному з районів Ніцци (фр. Nice) на місці стародавньої стоянки Терра-Амата (фр. Terra Amata) археологами знайдені сліди ашельської культури, у тому числі залишки каркасних помешкань і одного з найдавніших відомих науці вогнищ. Близько 280 000 років тому атлантропи, які прибули з Північної Африки, розселилися по території Франції та Іспанії, проникши з часом сухопутним шляхом на землі сучасної Великої Британії. Люди цього часу володіли технікою виготовлення загострених рубав, закріплених на руків'ї, що використовувалися як сокири. Селилися вони переважно в річкових долинах, поступово поширившись до берегів річки Сомма (фр. Somme).

### Середній палеоліт

Технологія Леваллуа

200 000 — 35 000 років тому вся нинішня Франція стала заселеною неандертальцями, які володіли навичками обробки каменю в «техніці Леваллуа». На стоянках, що відносяться до цього періоду історії, знайдених поблизу французьких міст Лез-Езі (фр. Les Eyzies-de-Tayac-Sireuil) і Мустьє (фр. Moustier), в департаменті Дордонь (фр. Dordogne) були знайдені численні кам'яні знаряддя: бічні скребки, рубила, молотки, долота. За малюнками, що залишені на стінах печер можна зробити висновок, що люди того часу полювали на бізонів, зубрів, вовків, коней і оленів. Тут же виявлено найстаріші з французьких поховань: померлих закопували в ями розміром 1,4 × 1 × 0,3 метра разом з приношеннями у вигляді кам'яних знарядь, їжі тощо

### Верхній палеоліт
Кроманьйонці, що прийшли сюди з Середнього Сходу 33000 років тому (відносяться сучасною наукою до Homo sapiens) стали поступово заміщати неандертальців. Нові поселенці мали порівняно розвинені навички виготовлення знарядь, залишивши після себе акуратно зроблені з довгих кісток наконечники дротиків, шпателі, шила, прикрашені лощила. По всій Франції збереглося безліч місць зі слідами перебування кроманьйонців: Пенсеван (фр. Pincevent), печера Ласко (фр. Grotte de Lascaux), знаменита своїми 150 живописними і 1500 гравірованими зображеннями, печери Коско (фр. Cosquer), Гаргас (фр. Gargas), Шові (фр. Chauvet) та ін. Печера (скельний навіс) Ла-Мадлен (фр. la Madeleine), що використовувалась як житло мисливцями на північних оленів і рибалками близько 15 000 років тому, зберегла до наших днів кістяні знімні наконечники гарпунів і дала назву цілій історичній культурі. Близько 10 000 років тому потепління клімату призвело до зникнення в цій місцевості північних оленів і тюленів, спровокувавши подальше розселення слідом за промисловими тваринами на холодніші північно-східні землі. Приблизно 6 000 років тому на південному сході континенту люди поступово стали вчитися обробляти землю, одомашнювати тварин, освоювати нові ремесла (гончарне виробництво, ткацтво, шліфування каменів). Близько 5700-5500 років тому ці розвинені культури з'явилися на сході сучасної Франції. Кочові групи переходили на осілий спосіб життя, засновуючи перші поселення і будуючи перші мегалітичні споруди: кургани, каїрни, менгіри і дольмени. Менгіри, особливо численні в Бретані (фр. Bretagne), розташовуються поодиноко, лініями або у вигляді кромлехів.

### Європейські палеолітичні культури
Діляться на кілька хронологічних підгруп (їхні назви пов'язані з типовими пам'ятниками, всі з яких виявлено у Франції, в основному в історичному регіоні Дордонь):
- Оріньякська культура (близько 34000 — 23000 років тому) — початок створення палеолітичних Венер, наскельні малюнки на стінах печери Шові (пізніші малюнки відносяться до граветтської культури).
  - Перігорська культура (близько 35000 — 20000 років тому) — правомірність цього терміна оскаржується (принаймні той факт, що наступні періоди є безперервною традицією).
  - Шательперонська культура (близько 35000 — 29000 років тому) — кроманьонська культура, значною мірою використала досягнення неандертальської мустьєрської культури, такі, як технологію Леваллуа, можливо, в шательперонський період кроманьйонці ще співіснували з залишками неандертальців.
  - Граветтська культура (близько 28000 — 22000 років тому) — до неї відносяться більшість палеолітичних Венер, малюнки в печері Коско (en: Cosquer Cave).
- Солютрейська культура (близько 21000 — 17000 років тому).
- Мадленська культура (близько 18000 — 10000 років тому) — до даної культури, ймовірно, належать печерні малюнки в Пеш-Мерль (департамент Лот в Лангедоці, датується близько 16000 років до н. е.), Ласко (близько села Монтіньяк в регіоні Дордонь, близько 15000 — 13000 років до н. е.) і Труа-Фрер.

## Мезоліт
Мезоліт у Франції почався з кінцем останнього зледеніння і був пов'язаний з переходом багатьох культур від полювання і збирання до примітивного сільського господарства.
Мадленська культура виникла в період пізнього палеоліту і продовжувала існувати в мезоліті. На південному заході Франції Азільська культура співіснувала з подібними мезолітичними культурами, як Тенгерська культура на півночі Європи і Свідерська культура на північному сході Європи. За азільською культурою слідувала совтерська культура на півдні Франції і Швейцарії, тарденуазька культура на півночі Франції і Маглемозе в Північній Європі.
У пізньому мезоліті на території Провансу виникає кастельновська культура, незабаром поглинена сторонніми носіями кардіальної культури, однак зробила великий вплив на подальші гібридні культури.
Серед археологів існують дискусії з приводу того, чи є баски нащадками мезолітичного населення Франції. Генетичний профіль басків по чоловічій лінії (гаплогрупи Y-хромосоми) не має суттєвих відмінностей від сусідніх народів, але має деякі індивідуальні особливості по жіночій (мітохондріальні гаплогрупи). В області проживання басків в епоху раннього неоліту існувала Рукадурська культура (Roucadourien), що зазнала деякого впливу неолітичної культури кардіальної кераміки, проте довго зберігала пережитки мезоліту; у рукадурців навіть засвідчені ознаки канібалізму. Тим не менш, мова басків може бути спадщиною не рукадурської культури, а впливу однієї з більш розвинених сусідніх неіндоєвропейських культур — наприклад, тієї ж культури кардіальної кераміки.

## Неоліт

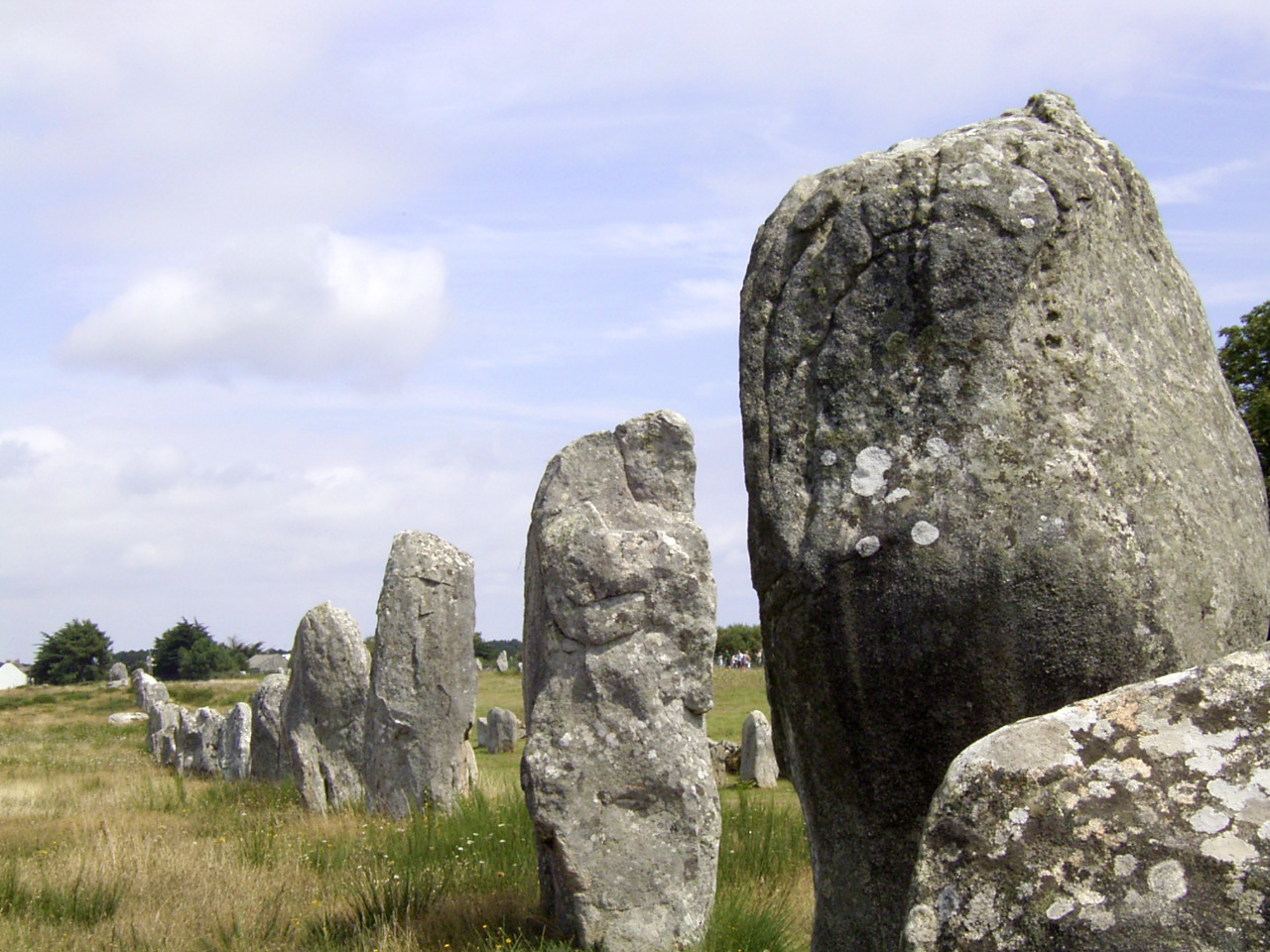
Алея менгірів Менек — одна з численних мегалітичних композицій у складі Карнакського мегалітичного комплексу.

Європа близько 4500-4000 років до н. е.

Європа близько 4000-3500 років до н. е.

В епоху неоліту, який у Північній Європі тривав близько 3 тис. років (близько 4500—1700 рр. до н. е.), І який характеризувався укоріненням землеробства (т. зв. неолітична революція), розвитком кераміки і більш складними і великими поселеннями, в Європу проникають групи народів з Балкан (культура лінійно-стрічкової кераміки) і з Близького сходу (культура кардіальної кераміки). Це проникнення нових культур на територію Європи, від Егеїда до Британських островів, охопило період тривалістю близько 2500 років (6500—4000 рр. до н. е.). На думку таких археологів, як К. Ренфрю, ця експансія, яка призвела до заходу мезолітичних культур, збіглася з появою в Європі індоєвропейських мов, тоді як відповідно до точки зору М. Гімбутас, індоєвропейські мови дісталися в Європу набагато пізніше, в епоху бронзової доби, тоді як неолітичне населення Європи вважається доїндоєвропейським і позначається як «стара Європа».
Багато європейських неолітичних груп мають ряд загальних характеристик, у тому числі проживання в невеликих громадах сімейно-родового типу, що живуть натуральним господарством на основі культивації рослин і скотарства, хоча вони продовжували збирати дикорослі рослини і полювати на дичину, а також виготовлення кераміки без використання гончарного кола. В археологічних пам'ятках епохи неоліту у Франції виявлені артефакти таких культур, як культура лінійно-стрічкової кераміки (близько 5500-4500 рр. до н. е.), рессенська культура (близько 4500-4000 рр.. до н. е.) і шассе культура (4500—2500 рр. до н. е.).
Неолітичні мешканці Арморики (Бретань) і північної Франції були носіями культури лінійно-стрічкової кераміки, або «лімбургського кераміки», що належить до культури Ла-Огетт.
Мабуть, саме до епохи неоліту відносяться численні мегаліти Франції — дольмени, менгіри, кромлехи і каїрни. Найбільша концентрація мегалітів спостерігається в таких областях, як Бретань і Овернь. Найвідомішими мегалітами Франції є Карнакські камені й камені у Сен-Сюльпіс-де-Фалейран.

## Халколіт (мідна доба)
В епоху халколіту («мідної доби»), перехідного від неоліту до бронзового, у Франції велику роль грали культура Сени-Уази-Марни і надкультурна традиція дзвоноподібних кубків.
Культура Сени-Уази-Марни або СУМ (близько 3100—2400 рр. до н. е.) — умовна назва, дана археологами культурі пізнього неоліту на півночі Франції в околицях річок Уаза і Марна. Найбільш примітною особливістю даної культури є мегалітичні гробниці галерейного типу, забезпечені плитою з отвором, що відокремлює вхід від головної похоронної камери (аналогічна особливість як цілком незалежне явище властива дольменів Північного Кавказу). Подібну ж конструкцію мали гробниці, вирубані у вапнякових скелях долини Марни.
Близько 2600 р. до н. е. на території Дордоні виникла артенакська культура, яка входила в європейську традицію будівництва мегалітів. Дана культура ворогувала з дунайськими (зокрема, СУМ) на заході Франції. Збройні типовими для даної культури стрілами, артенакці захопили атлантичне узбережжя Франції та Бельгії близько 2400 р. до н. е., в результаті чого уздовж Рейну майже на тисячоліття виникає стійка межа між ними і індоєвропейською культурою шнурової кераміки.
На південному сході Франції з шассейської культури виникло декілька культурних груп, що також будували мегалітичні гробниці.
Традиція дзвоноподібних кубків (близько 2800—1900 років до н. е.) являла собою феномен, що поширився далеко за межі Франції, але не призвів до суттєвих змін в культурах на території свого поширення.

## Бронзова доба

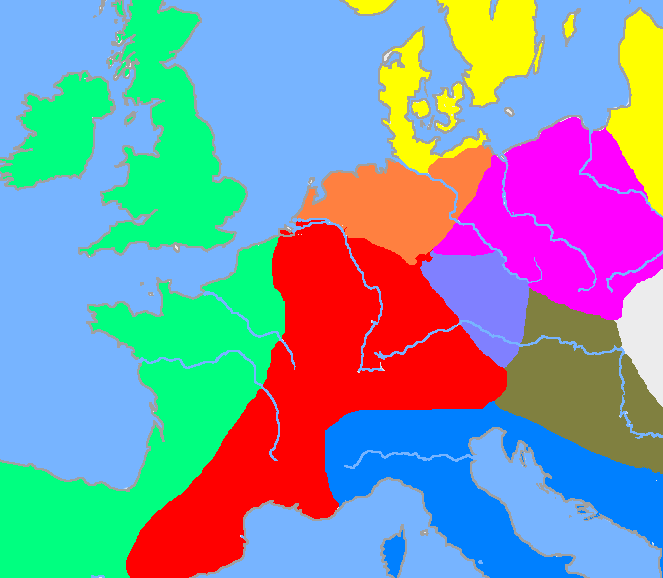
Область поширення основних європейських культур бронзової доби (близько 1200 років до н. е.):
культура полів поховальних урн, центральна
культура полів поховальних урн, північна
культура з Кновіца (належить до культури полів поховальних урн)
лужицька культура
дунайська культура
культура Террамаре
атлантична бронзова культура
скандинавська бронзова культура

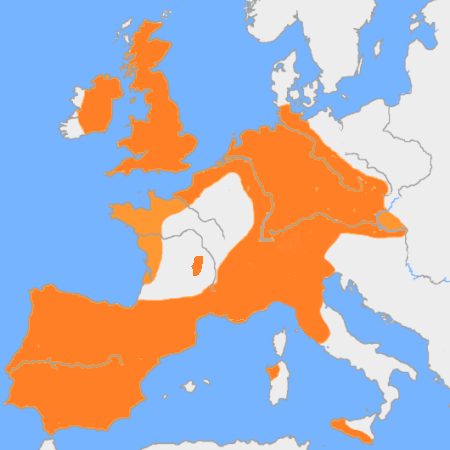
Поширення традиції дзвоноподібних кубків (близько 2800—1900 років до н. е.)

Латенська культура у 400 р. до н. е. (жовтий колір) та ядро розселення кельтів у 800 р. до н. е., з якого вони почали свою експансію

Серед культур ранньої бронзової доби у Франції виділяються перехідна традиція дзвоноподібних кубків (близько 2800—1900 рр. до н. е.), курганна культура (близько 1600—1200 рр. до н. е.) та культура полів поховальних урн (близько 1300—800 рр. до н. е.). Вважається, що культури пам'яток бронзової доби в Бретані розвинулися з носіїв традиції дзвоноподібних кубків, з деяким впливом уессекської і унетицької культур. На думку ряду дослідників, культура полів поховальних урн є прото-кельтської. Ця культура переважала в центральній Європі в пізню бронзову добу, коли в цьому регіоні спостерігався різкий ріст населення, можливо, завдяки інноваціям в технології та сільськогосподарській практиці.
Деякі археологи відносять до цього ж періоду прибуття ряду неіндоевропейських народів — зокрема іберів на півдні Франції і південному сході Іспанії, лігурів на середземноморському узбережжі між Францією та Італією, і васконів (предків басків) на південному заході Франції і північно-заході Іспанії. На думку інших дослідників, вказані народи розвинулися з попередніх місцевих культур неоліту.

## Залізна доба
Розповсюдження залізних виробів збіглося з розвитком гальштатської культури (близько 700—500 р. до н. е.) — передбачуваного нащадка культури полів поховальних урн і предка сучасних кельтських народів.
Нащадком гальштатської культури без помітного культурного розриву, в свою чергу, стала латенська культура, що виникла в результаті значного впливу з Середземномор'я — спочатку з боку греків, потім етрусків. Латенська культура виникла й існувала в кінці залізної доби (з 450 р. до н. е. і до римського завоювання в 1 ст. до н. е.) У східній Європі, Швейцарії, Австрії, на південному заході Німеччини, в Чехії та Угорщини. На північ від неї знаходилися протогерманські культури.
Крім того, у зазначений період (близько 600 р. до н. е.) греки і фінікійці заснували у Франції свої колонії, наприклад, на місці нинішнього Марселя.
До 2 ст. до н. е. кельтська частина Франції стала відома серед римлян під назвою Галлія, а населення на північ від галлів було відомо як бельги (це плем'я могло мати змішане кельто-німецьке походження). Південний захід Франції населяли аквітани — предки сучасних басків.

## Коротка хронологія доісторичної Франції
- 1800000: поява кам'яних знарядь (можливо, Homo erectus) у Франції (Chilhac, Haute-Loire).
- 900000: початок Гюнцького зледеніння (Бістонський етап).
- 700000: найдавніші знаряддя зі штучною формою в Бретані.
- 600000: початок Гюнц-Міндельського міжльодовикового періоду (Кромерський етап). Поява в Європі Homo heidelbergensis.
- 450000: «Людина з Тотавеля» (ймовірно, Homo heidelbergensis).
- 410000: Початок Міндельського зледеніння (Англійський етап, Mindel I). Аббевільська культура, оволодіння мистецтвом вогню.
- 400000: Mindel II. Уламки знарядь «прото-леваллуазського» типу.
- 380000: Терра-Амата (Ніцца).
- 300000: початок Міндель-рісського міжльодовикового періоду (Окснійський етап).
- 300000: поява в Європі неандертальців.
- 200000: Початок рісського зледеніння (Рісс I).
- 190000: Рісське зледеніння II.
- 140000: Рісське зледеніння III.
- 130000: Початок Рісс-вюрмського міжльодовикового періоду.
- 70000: Початок вюрмського (Вісконсинського) зледеніння.
- 62000: Вюрмський I / II міжльодовий період.
- 57000: Брорупський міжльодовиковий період.
- 55000: Вюрмське зледеніння II.
- 40000: Лауфенський міжльодовиковий період. Прибуття в Європу перших кроманьйонців.
- 35000: Вюрмське зледеніння IIIa. Шательперонська культура.
- 33000: Маска з Ларош-Котара, мустьерський артефакт.
- 32000: Оріньякська культура.
- 30000: Перші статуетки і гравіровані зображення у Франції. Зникнення неандертальців.
- 28000: Арсийський міжльодовиковий період.
- 27500: Вюрмське зледеніння IIIb.
- 25000: Паудорфський міжльодовиковий період.
- 23000: Вюрмське зледеніння IIIc.
- 18000: Кінець вюрмського зледеніння.
- 18692: Початок Солютрейської культури.
- 16000: Найдавніший дріас (тимчасове похолодання).
- 15000: Мадленська культура.
- 15300: Печера Ласко.
- 14500: Середня Мадленська культура. Беллінгське потепління.
- 14100: Похолодання (древній дріас).
- 14000: Аллередське потепління.
- 13500: Верхня Мадленська культура.
- 10300: Похолодання (молодий дріас).
- 9500: Початок голоцену.
- 7000: Одомашнення вівці.
- 6900: Одомашнення собаки.
- 5500: Поява на півдні Франції культури кардіальної кераміки.
- 4800: Поява на півночі Франції культури лінійно-стрічкової кераміки.
- 4650: Найдавніше неолітичне поселення Франції, Куртезон, деп-т Воклюз.
- 4000: Неолітичне шассейське поселення в Берсі.
- 3610: Поява у Франції перших мегалітів.
- 3430: Шассейське поселення Сен-Мішель-дю-Туш поблизу Тулузи.
- 3430: Поява Рессенської культури в Бом-де-Гонвілла, Верхня Сона.
- 3250: Експансія шассейської культури на півдні Франції від Ло до Воклюза.
- 3190: Шассе культура в Кальвадосі.
- 2530: Шассе культура в Па-де-Кале.
- 2450: Кінець шассейської культури в Ер і Луар.
- 2400: Кінець шассейської культури в Сен-Мітрі, Альпи Верхнього Провансу.
- 2300: Поселення в Понто, культура дзвоноподібних кубків (Прованс).
- 1800: Початок бронзової доби у Франції.
- 800: Прихід до Франції через Рейн і Мозель носіїв культури полів поховальних урн, їхня експансія в Шампань і Бургундію.
- 725: Виникнення гальштаттської культури.
- 680: Заснування Антіба, першої грецької колонії у Франції.
- 600: Заснування Массілії (майбутній Марсель) греками з іонійського міста Фокеї[3].
- 450: Кельти латенської культури з'являються в Шампані. Вони поширюються до Гаронни. Поступово на основі цієї культурної спільності формується етнос галлів.
- 390: Кельтський ватажок Бренн розграбував Рим.
- 121: Римська окупація Нарбонська Галлія.
- 118: Заснування римської колонії Narbo Martius (майбутній Нарбонн).
- 58-51: Завоювання Галлії Юлієм Цезарем.